# Кяхтинское градоначальство
Кя́хтинское градонача́льство — административно-территориальная единица на территории Сибири, существовавшая в 1851—1863 годах. Градоначальник непосредственно подчинялся генерал-губернатору.

## История
Создано 20.06.1851 года из части Иркутской губернии, так как было признано «полезным сосредоточить в одной местной власти заведование находящимися в г. Троицкосавске пограничным, таможенным и полицейским управлениями». Тогда же было определено, что «Кяхтинское градоначальство составляют: пограничный город Троицкосавск и слободы Кяхтинская торговая и Усть-Кяхтинская мещанская с принадлежащими к ним землями» (ПСЗ-2 № 25322). 
Упразднено указом 09.02.1863 года (распубликован 26.02.1863 года) (ПСЗ-2 № 39267) . Его территория вошла в состав Забайкальской области.

## Население
Население градоначальства по сведениям 1862 года составляло 5431 душ обоего пола (3223 мужчин и 2208 женщин), в том числе 231 дворянин, 276 купцов, 2595 мещан.
В религиозном плане подавляющее большинство составляли православные, из неправославных проживали католики (460), ламаиты (143), евреи (42), магометане (23).

## Герб

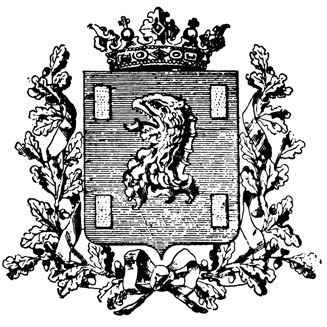
Герб Кяхтинского градоначальства 1861 года

21 декабря 1861 года был утверждён герб Кяхтинского градоначальства со следующим описанием: «В лазуревом щите золотая оторванная голова дракона, с червлёными глазами и языком и сопровождаемая четырьмя золотыми гонтами. Щит увенчан древней царской короной и окружён золотыми дубовыми листьями, соединёнными Александровской лентой» (ПСЗ-2 37778).
Это единственный в Российской империи утверждённый герб градоначальства.

## Список градоначальников
Главой градоначальства являлся градоначальник. Указом 16.02.1859 года было предусмотрено, что в случае его отсутствия его должность исправлял Кяхтинский пограничный комиссар (ПСЗ-2 № 34162).
1. 08.07.1851—12.04.1856 (или 08.07.1851—13.04.1856): действительный статский советник Николай Романович Ребиндер (1813—1865).
2. 15.03.1857 (или с 1855 исправляющий должность и утверждён в марте 1857) —09.01.1859: (исправляющий должность) статский советник Василий Матвеевич Фёдорович.
3. 15.01.1858 (временно исправляющий должность) / 27.03.1859 (утверждён Сенатом) / 01.06.1860 (утверждён в должности)—23.11.1862: коллежский (с 1858 статский) советник Александр Иванович Деспот-Зенович (1828—1895).